# HMS Broadsword (F88)
La HMS Broadsword (F88) è stata una fregata Type 22 della Royal Navy, è stata venduta alla marina brasiliana e ribattezzata Greenhalgh (F-49) in onore del guardiamarina João Guilherme Greenhalgh (1845–1865).

## Servizio
La nave è entrata in servizio con la Royal Navy prima della guerra delle Falkland, partecipando alla Operazione Corporate.

### Battaglia di San Carlos
Il 21 maggio 1982 nella baia di San Carlos, dopo lo sbarco della forza anfibia britannica l'attacco iniziale da parte argentina fu sferrato dai caccia Dagger del 6° Grupo de Caza che, divisi nelle quattro sezioni Ñandú, Perro, León e Zorro (guidate rispettivamente dal capitano Carlos Rohde, dal capitano Carlos Moreno, dal capitano Norberto Dimeglio e dal capitano Raul Diaz), arrivarono nelle acque di San Carlos da ovest, dopo aver superato l'isola Falkland occidentale e volando a quota molto bassa, inferiore al livello delle colline circostanti la baia.
La Broadsword impiegò per la prima volta il sistema missilistico a corto raggio Sea Wolf, che essendo di recente introduzione presentava ancora dei problemi, legati anche all'immaturità del software di controllo del tiro. Uno dei limiti era la difficoltà ad ingaggiare bersagli provenienti da una direzione non frontale, che in un caso comportò il blocco del dispositivo di lancio. Altro limite sulle unità del primo e secondo lotto era la mancanza di un cannone, presente invece su altre fregate e cacciatorpediniere, che poteva essere usato sia nel tiro di superficie che antiaereo. Le mitragliere e cannoncini antiaerei erano presenti in numero limitato, rispetto agli standard della seconda guerra mondiale, perché non erano previsti attacchi a saturazione (con elevato numero contemporaneo di aerei); essendo la forza navale britannica destinata a fronteggiare nell'ambito del dispositivo NATO la flotta e l'aviazione di marina sovietiche, la minaccia su cui erano stati calibrati i sistemi d'arma erano i sottomarini e i bombardieri a lungo raggio, non ondate di cacciabombardieri.
I tre aerei della sezione Ñandú riuscirono a bersagliare con il fuoco dei cannoni la fregata Broadsword, colpendo con 29 proiettili l'area dell'hangar dove furono danneggiati i due elicotteri Westland Lynx e feriti quattordici uomini; il Dagger del tenente Pedro Bean fu abbattuto da un missile Sea Wolf lanciato dalla nave britannica: il pilota si lanciò ma non sopravvisse.
Inoltre, la sezione Zorro non riuscì a sganciare le bombe sulla fregata Broadsword e si limitò a mitragliarla ancora una volta con proiettili da 20 mm, che colpirono alcuni membri dell'equipaggio rimbalzando anche all'interno dell'hangar. Secondo le fonti britanniche, l'operatore del sistema missilistico Sea Wolf di prua sarebbe riuscito ad agganciare e abbattere uno degli aerei attraverso la guida della telecamera: si evidenziavano peraltro i limiti del sistema radar di controllo fuoco Type 910 progettato per il mare aperto, che era ampiamente disturbato dal clutter (il riflesso delle onde radar) sulle colline circostanti la baia.
Gli A-4 Skyhawk del 5° Grupo de Caza-Bombardeo arrivarono successivamente sulla baia di San Carlos da nord volando a bassa quota; le sezioni Orion guidata dal tenente Mariano Velasco e Leo, guidata dal tenente Alberto Filippini, individuarono all'imbocco della baia la fregata Argonaut che fu colpita da due bombe, che però non esplosero. Delle dieci bombe lanciate dai cinque aerei attaccanti, una colpì il ponte di volo, rimbalzando infine contro le porte del deposito dei missili Sea Slug, colpendone leggermente uno e finendo nel locale bagni senza che niente esplodesse; comunque scoppiarono alcuni incendi che furono domati dall'equipaggio. La nave fece subito rotta verso nord per riunirsi alla Broadsword, ma senza riuscire a raggiungerla prima dell'altra ondata di attacco argentina, sei minuti dopo. Le navi britanniche disponevano sui ponti delle mitragliere Oerlikon da 20 mm e dei cannoni Bofors da 40 mm e gli equipaggi impiegarono tutte le armi leggere a disposizione, mitragliatrici, fucili mitragliatori e perfino lanciarazzi anticarro portatili, con un larghissimo uso di traccianti: in molti casi riuscirono a disturbare i piloti nel loro avvicinamento ai bersagli, nonché a danneggiare e, raramente, abbattere gli aerei.
La Fuerza Aérea Argentina sferrò un'ultima serie di attacchi con due sezioni di caccia Dagger: la sezione Laucha, guidata dal maggiore Luis Puga, raggiunse la baia volando da ovest e attaccò con le bombe e il fuoco dei cannoni la fregata Brilliant; nessun ordigno arrivò a segno ma un proiettile da 30 mm colpì la sala operativa della fregata e una scheggia ferì leggermente il direttore del controllo aereo Hulme. In questa circostanza emersero ulteriori problemi del sistema Sea Wolf: sulla Brilliant il computer di controllo tiro dapprima puntò un Dagger che si stava avvicinando, ma poiché l'avvicinamento era su un vettore diagonale il radar non si bloccò sul bersaglio, rifiutandosi di sparare, e fu solo un missile partito dalla Broadsword che salvò l'unità gemella disturbando il puntamento delle bombe. 
Durante oltre sei ore di attacchi aeronavali del 21 maggio, la Fuerza Aerea Sur subì la perdita di sette aerei oltre ai due Pucarà delle Malvine, mentre l'Aviazione navale perse altri tre A-4; i piloti argentini subirono quindi sensibili perdite ma riuscirono a infliggere notevoli danni alla task force britannica che ebbe un cacciatorpediniere (Antrim) e tre fregate (Argonaut, Broadsword, Brilliant) seriamente danneggiate.

### L'affondamento delCoventry
I tenaci attacchi degli aerei argentini e le importanti perdite subite preoccupavano il comando aeronavale britannico, e il 24 maggio si ritenne pertanto essenziale potenziare ulteriormente le difese antiaeree e migliorare il sistema di allarme e controllo dello spazio aereo sulla baia di San Carlos. Secondo quanto deciso il giorno prima, il contrammiraglio Woodward prese quindi la decisione di trasferire verso nord, all'imbocco dello stretto tra le due isole principali delle Falkland, il cacciatorpediniere Coventry e la fregata Broadword con la missione di individuare e segnalare tempestivamente l'arrivo di aerei nemici da quella direzione e di affrontarli con i loro moderni sistemi missilistici, ancor prima che essi potessero irrompere nella baia e colpire la flotta da sbarco.
Le due navi, la cui combinazione era denominata Type 64 (dalla somma dei numeri delle due classi Type 22 e Type 42), vennero collocate all'imbocco del canale tra le due isole, il Falkland Sound, ma troppo vicino alla terraferma per dare una chiara visuale al radar a lungo raggio del Coventry. Di conseguenza l'attacco finale da lato terra arrivò inaspettato e non permise al sistema missilistico Sea Dart del cacciatorpediniere di intercettare a distanza gli attaccanti, in quel caso una ondata di caccia Skyhawk della Aviazione navale.
All'inizio la combinazione Type 64 comandata dal capitano della Broadsword William R Canning come più anziano in grado rispetto al capitano David Heart-Dyke del Coventry funzionò e un paio di aerei venne abbattuto dai Sea Dart, un A-4B Skyhawk con matricola C-244 del Grupo 5 a nord di Pebble Island, col pilota Capitán Hugo Angel del Valle Palaver ucciso, e poco dopo il FAA A-4C Skyhawk con matricola C-304 del Grupo 4 de Caza, il cui pilota si eiettò ma non venne recuperato. Successivamente la coppia venne attaccata da due ondate di due A4 distanziate di 90 secondi, che volavano così basso da confondersi con la terraferma per il radar di designazione bersagli Type 992Q; la prima coppia attaccò la Broadsword con bombe da 1000 libbre (445 kg) una della quale la colpì distruggendo l'hangar e l'elicottero di bordo, anche perché il sistema Sea Wolf della nave, appena uscita dalle prove in mare, si bloccò nell'ingaggiare gli aerei.
La seconda ondata attaccò sempre a bassa quota e la Coventry manovrò per mettersi con la prua verso gli attaccanti in modo da dare campo di tiro al suo cannone da 114 mm, ma così facendo si interpose tra gli attaccanti e la Broadsword che nel frattempo aveva riavviato il suo sistema Sea Wolf, che quindi non poté lanciare i missili. Venne lanciato anche un Sea Dart dal Coventry senza soluzione su un bersaglio per distrarre gli attaccanti e fatto fuoco con tutte le armi di bordo; uno dei cannoni Oerlikon da 20mm si inceppò e alla fine due bombe da 1000 libbre colpirono la nave a sinistra sotto la linea di galleggiamento tra le due sale motori (i locali più vasti della nave), determinandone lo sbandamento e il capovolgimento. La nave in preda alle fiamme venne abbandonata in venti minuti dall'equipaggio con 19 morti e 30 feriti ma rimase a galla. La fregata iniziò le operazioni di recupero, coadiuvata da elicotteri della task force anfibia, salvando 170 membri dell'equipaggio. Per prevenire una eventuale ispezione del relitto da parte argentina, venne inviato un Sea Harrier per completarne l'affondamento, ma l'aereo arrivato sul luogo non trovò il relitto che nel frattempo era affondato.

### Il prosieguo
La nave continuò le operazioni di scorta agli anfibi, alternandole a quelle di difesa ravvicinata delle portaerei presenti nel gruppo da battaglia, in particolare della HMS Hermes che a differenza della HMS Invincible non disponeva di un sistema missilistico a bordo. Insieme alla sua gemella e dopo alcune necessarie riparazioni effettuate in mare la nave proseguì la guerra fino alla fine, quando rientrò in Gran Bretagna insieme al grosso della Task Force con la Hermes.

### Guerra in Jugoslavia
La nave prese parte nel 1993 alla Operazione Grapple, il pattugliamento delle coste al largo della allora Jugoslavia, e dopo la fine delle operazioni, fu teatro di un incendio che costò la vita a due marinai. Venne radiata il 31 marzo 1995 e ceduta alla marina militare brasiliana.